# لجنة توركل
لجنة توركل (رسميا اللجنة العامة لفحص الحادثة البحرية في 31 مايو 2010) هي لجنة تحقيق أنشأتها الحكومة الإسرائيلية للتحقيق في مجزرة أسطول غزة والحصار المفروض على غزة. قادها قاضي المحكمة العليا الإسرائيلي المتقاعد جاكوب توركل ‏. أما الأعضاء الأوليون الآخرون في اللجنة فهم الرئيس السابق للتخنيون والخبير العسكري عاموس حوريف، وأستاذ القانون الدولي شابتاي روزين، الذي توفي في سبتمبر 2010. وأشرف على التحقيق مراقبان دوليان هما دافيد تريمبل، الزعيم السابق لحزب ألستر الوحدوي بأيرلندا الشمالية والوزير الأول لإيرلندا الشمالية، والحائز على جائزة نوبل للسلام، والقاضي العسكري الكندي السابق كين واتكن.
شجب الرأي العام العالمي العنف الذي نفذت به إسرائيل حصارها على قطاع غزة، وقالت صحيفة إندبندنت إن رد إسرائيل كان تقريراً يبرئ الجيش ويربت على كتف إسرائيل، ليس فقط على إدارة الغارة ولكن على حصار غزة عموماً. وبحسب لجنة توركل فإن ما حدث لا يعتبر خرقاً للقانون الدولي، وقد هنأ وزير الدفاع إيهود باراك اللجنة معلناً أن التقرير "أثبت أن إسرائيل دولة تحترم القانون".
في يوليو 2011، ذكرت صحيفة هاآرتس الإسرائيلية أن دبلوماسيين في القدس اطلعوا على نسخة مسودة للجنة التحقيق التابعة للأمم المتحدة (لجنة بالمر) لأسطول 2010 إلى غزة وادعت أن تحقيق لجنة توركل كان "محترفًا ومستقلًا".

## خلفية
في أعقاب الاعتداء على أسطول الحرية، رفضت إسرائيل دعوات الأمم المتحدة والحكومات في جميع أنحاء العالم لإجراء تحقيق مستقل في الأحداث، لكنها شكلت لجنة محلية للتحقيق في المجزرة، تشمل مراقبين دوليين ويترأسه القاضي المتقاعد في المحكمة العليا الإسرائيلية جاكوب توركل.

## الأعضاء
وكان أعضاء اللجنة الإسرائيليون على النحو التالي: 
- الرئيس: العدل (متقاعد.) جاكوب توركل - قاضي سابق في المحكمة العليا الإسرائيلية
- البروفيسور شابتاي روزين - أستاذ القانون الدولي بجامعة بار إيلان (البروفيسور روزين، 93 عامًا، توفي أثناء عمل اللجنة، في 21 سبتمبر 2010، ولم يتم استبداله.)[8][9]
- عاموس حوريف - لواء متقاعد في الجيش الإسرائيلي ورئيس التخنيون
- البروفيسور ميغيل دوتش - أستاذ القانون بجامعة تل أبيب
- رؤوفين مرحاف - مدير عام وزارة الخارجية المتقاعد

المراقبان الدوليان هما:
- دافيد تريمبل (المملكة المتحدة) - الزعيم السابق لحزب ألستر الوحدوي بأيرلندا الشمالية والوزير الأول السابق لأيرلندا الشمالية
- كين واتكن (كندا) - الرئيس السابق للفرع القانوني للجيش الكندي، القاضي المحامي العام

تم تنسيق وإدارة اللجنة من قبل هوشي غوتليب.
كما تعاقدت اللجنة مع خبيرين أجنبيين في القانون الدولي:
- البروفيسور وولف هينتشيل فون هاينيغ
- البروفيسور مايكل شميت

## السلطة والتشغيل
كُلفت اللجنة بالتحقيق في شرعية الحصار الإسرائيلي وشرعية تصرفات البحرية الإسرائيلية خلال الاعتداء، وتحديد ما إذا كانت التحقيقات في مزاعم جرائم الحرب وخروقات القانون الدولي تتماشى مع المعايير الغربية. كما تم تكليفها بالنظر في الموقف التركي، والإجراءات التي اتخذها منظمو القافلة، وخاصة هيئة الإغاثة الإنسانية وحقوق الإنسان والحريات، وفحص هويات ونوايا المشاركين في القافلة.
تمت الموافقة على اللجنة من قبل مجلس الوزراء الإسرائيلي في 14 يونيو. يمكن للجنة أن تعقد جلسات خلف أبواب مغلقة إذا قررت ذلك. وكان التحقيق يدرس بشكل حصري شرعية الحصار البحري الإسرائيلي لغزة والمجزرة على أسطول الحرية.
وسط انتقادات إعلامية واسعة النطاق وصفت اللجنة بأنها أداة لتبرير الحصار المفروض على غزة، واستخدام القوة للحفاظ عليه. أخبر جاكوب توركل الحكومة الإسرائيلية أن اللجنة لا يمكنها القيام بعملها دون صلاحيات تحقيق موسعة. وانتقد حقوقيون آخرون التفويض المحدود للجنة، وأرسلت جماعة السلام الإسرائيلية غوش شالوم التماسا إلى المحكمة العليا الإسرائيلية. اعتبارًا من يونيو 2010، لم يكن للجنة سلطة استدعاء الشهود ولا يمكنها استخلاص استنتاجات شخصية ضد المتورطين في الاعتداء. شارك رئيس الوزراء بنيامين نتنياهو ووزير العدل يعقوب نئمان ووزير الدفاع إيهود باراك وتوركل في مفاوضات مكثفة حول تفويض اللجنة وسلطاتها. رفض باراك السماح للجنة باستجواب أي جنود أو ضباط في الجيش الإسرائيلي باستثناء رئيس الأركان والمحامي العام للجيش.

## المراقبون الدوليون
المراقبان الدوليان هما دافيد تريمبل من المملكة المتحدة والعميد كين واتكن من كندا. وشارك المراقبون الأجانب في جلسات الاستماع والمناقشات لكنهم لم يصوتوا على الإجراءات أو الاستنتاجات النهائية. أبلغ توركل المراقبين الأجانب أنهما سيسمح لهما باستجواب الشهود بحرية أثناء جلسات الاستماع وفحص أي مادة يرغبون فيها، ولكن قد يُحرمون من الوصول إلى الوثائق أو المعلومات إذا كان "من شبه المؤكد أن يتسببوا في ضرر كبير لـ" الأمن القومي أو العلاقات الخارجية للدولة". وفقًا لهيئة الإذاعة البريطانية ومجلة دير شبيغل، يُنظر إلى كلا المراقبين على أنهما صديقان لإسرائيل.
في رسالة رسمية إلى اللجنة بعد الإفراج عن الجزء الأول من النتائج التي توصلوا إليها في يناير 2011، ذكر تريمبل وواتكين أنهما "ليس لديهما شك في أن اللجنة مستقلة". وأعرب كلاهما عن ارتياحهما لعمل اللجنة، مشيرين إلى أنها وفرت لهم الوصول إلى جميع المواد وتأكدوا من أنهم كانوا شركاء كاملين في العملية وأنهم "سعداء لأن اللجنة بذلت جهودًا متواصلة للاستماع إلى الجانبين".

## الموجودات
تم إصدار الجزء الأول من النتائج في 23 يناير 2011. وفي التقرير المؤلف من 245 صفحة، برأت اللجنة الحكومة والجيش من ارتكاب أي مخالفات، قائلة إن "الركاب هم المسؤولون عن أعمال العنف". وتابعت قائلة: "بسبب مقاومة سفينة مرمرة الواضح، فقد أصبحت هدفاً عسكرياً". "اتهمت اللجنة هيئة الإغاثة الإنسانية وحقوق الإنسان والحريات، وهي مؤسسة خيرية إسلامية تركية تمتلك سفينة مرمرة،" بمقاومة مخططة وعنيفة للغاية "ترتبط ارتباطًا مباشرًا بالنزاع المسلح الدولي المستمر بين إسرائيل وحماس".
تناول تقرير يناير 2011 ما يلي:
- مسألة ما إذا كان الحصار البحري الذي تفرضه إسرائيل على قطاع غزة يتوافق مع قواعد القانون الدولي أم لا.
- تقييم للإجراءات التي اتخذها الجيش الإسرائيلي لفرض الحصار البحري.
- فحص الإجراءات التي اتخذها منظمو القافلة والمشاركين فيها وهويتهم.

قسّم أعضاء اللجنة التقرير إلى قسمين، الأول يتناول الحصار البحري على قطاع غزة والثاني يتعلق بعملية الاستيلاء على سفينة مرمرة.

### شرعية الحصار البحري
فيما يتعلق بما إذا كان الحصار البحري الذي تفرضه إسرائيل على قطاع غزة يتوافق مع قواعد القانون الدولي، وجدت اللجنة أن الصراع بين إسرائيل وقطاع غزة هو نزاع مسلح دولي وأن "سيطرة إسرائيل الفعالة" على قطاع غزة انتهى بفك الارتباط عن الإقليم. كان الغرض من الحصار البحري في المقام الأول هدفًا عسكريًا أمنيًا. الحصار البحري مفروض على قطاع غزة بشكل قانوني، مع امتثال إسرائيل لشروط فرضه.
كما ذكرت اللجنة أن إسرائيل تمتثل لالتزاماتها الإنسانية بصفتها الطرف المحاصِر، بما في ذلك حظر تجويع السكان المدنيين أو منع الإمداد بالأشياء الضرورية لبقاء السكان المدنيين والإمدادات الطبية، واشتراط ألا يكون الضرر اللاحق بالسكان المدنيين مفرطًا مقارنة بالميزة العسكرية الحقيقية والمباشرة المتوقعة من الحصار. لم يتبين أن فرض الحصار البحري على قطاع غزة وتطبيقه يشكل "عقابا جماعيا" لسكان قطاع غزة.
ووجدت اللجنة كذلك أن القانون الدولي لا يمنح الأفراد أو الجماعات حرية تجاهل فرض الحصار البحري الذي يفي بشروط فرضه ويتم تطبيقه وفقًا لذلك، لا سيما عندما يفي الحصار بالتزامات تجاه الأطراف المحايدة، لمجرد أنه في رأي هؤلاء الأفراد أو الجماعات أنه ينتهك واجبات الطرف الذي يفرض الحصار على الكيان الخاضع للحصار.

### شرعية الاعتداء
فيما يتعلق بشرعية الاعتداء نفسها، توصلت اللجنة إلى الاستنتاج التالي: تخضع السفينة التي تحاول خرق الحصار للقانون الدولي الذي يحكم سير الأعمال العدائية، والقانون الإنساني الدولي، بما في ذلك القواعد التي تحكم استخدام القوة. كان اعتراض القوات المسلحة الإسرائيلية واحتلالها لسفن أسطول الحرية في غزة متسقًا مع الممارسات البحرية الدولية المعمول بها.

### استخدام القوة
وفيما يتعلق باستخدام القوة، خلصت الهيئة إلى ما يلي:
- كان المشاركون في القافلة في الغالب مجموعة دولية من المدنيين، هدفهم الرئيس نشر الدعاية للوضع الإنساني في غزة من خلال محاولة خرق الحصار.[8]
- عارضت مجموعة من هيئة الإغاثة الإنسانية وحقوق الإنسان والحريات ونشطاء تابعين لها على متن سفينة مرمرة وسفن الأسطول الآخر بعنف الصعود الإسرائيلي. نشطاء الهيئة الذين شاركوا في الأمر كانوا مدنيين.[8]
- كانت القوة المستخدمة ضد المدنيين على متن القافلة محكومة بمبادئ "الضرورة" واستخدام "القوة المتناسبة" المرتبطة بقواعد إنفاذ القانون القائمة على حقوق الإنسان. وقد فقد نشطاء الهيئة حماية صفتهم المدنية عندما شاركوا بشكل مباشر في الأعمال "العدائية".[8]
- قدمت قواعد الاشتباك للعملية سلطة استخدام القوة التي تعكس طبيعة عملية إنفاذ القانون.[8]
- نفذ نشطاء الهيئة أعمال العنف على متن سفينة مرمرة من خلال تسليح أنفسهم بمجموعة واسعة من الأسلحة، بما في ذلك القضبان الحديدية والفؤوس والهراوات والمقاليع والسكاكين والأشياء المعدنية. كانت هذه أسلحة قادرة على التسبب في الموت أو الإصابة الخطيرة. علاوة على ذلك، جرت الأعمال العدائية بطريقة منظمة مع نشطاء الهيئة، من بين آخرين، الذين عملوا في مجموعات عندما اعتدوا بعنف على جنود الجيش الإسرائيلي.[8]
- استخدم نشطاء الهيئة الأسلحة النارية ضد جنود الجيش الإسرائيلي أثناء القتال.[8]

فحصت اللجنة 133 حادثة استخدمت فيها القوة. تضمنت غالبية استخدامات القوة التحذير أو ردع النيران وأسلحة أقل فتكًا. وجدت اللجنة أن أفراد الجيش الإسرائيلي تصرفوا بشكل احترافي في مواجهة أعمال عنف واسعة النطاق وغير متوقعة. وشمل ذلك الاستمرار في التبديل بين الأسلحة الأقل فتكًا والأسلحة الفتاكة من أجل معالجة طبيعة العنف الموجه ضدهم. وخلصت اللجنة إلى أنه في 127 حالة، بدا أن استخدام القوة يتوافق مع القانون الدولي. في ست حالات، خلصت اللجنة إلى أنه ليس لديها معلومات كافية لتكون قادرة على اتخاذ قرار. ثلاث من تلك الحالات الست تضمنت استخدام الذخيرة الحية وثلاث حالات تتعلق بالقوة الجسدية؛ حالتي ركل وضربة واحدة بعقب بندقية. في خمسة من الحوادث الـ 127 التي بدت متوافقة مع القانون الدولي، لم تكن هناك أدلة كافية لاستنتاج أن استخدام القوة يتوافق أيضًا مع قواعد إنفاذ القانون. ومع ذلك، في هذه الحالات، يبدو أن القوة تُستخدم ضد الأشخاص الذين يشاركون بشكل مباشر في الأعمال العدائية، ونتيجة لذلك، كانت متوافقة مع القانون الدولي.

### التخطيط والتنظيم
فيما يتعلق بتخطيط وتنظيم بعثة الجيش الإسرائيلي لفرض الحصار، ذكرت اللجنة أن المعارضة العنيفة للصعود إلى الطائرة لم تكن متوقعة، وكان لذلك تأثير مباشر على التكتيكات العملياتية وقواعد الاشتباك والتدريب قبل العملية. ومع ذلك، قالت اللجنة إن تركيز التخطيط للعملية وتنظيمها على مستوى أدنى من المقاومة لم يؤد إلى انتهاك القانون الدولي.

### الخلاصات
وخلصت اللجنة في ملاحظاتها الختامية إلى ما يلي:
- "الحصار البحري المفروض على قطاع غزة - في ظل الظروف الأمنية وجهود إسرائيل للامتثال لالتزاماتها الإنسانية - كان قانونيًا وفقًا لقواعد القانون الدولي".[8]
- "إن الإجراءات التي نفذتها إسرائيل في 31 مايو 2010 لفرض الحصار البحري كانت لها عواقب مؤسفة تمثلت في خسائر في الأرواح وإصابات جسدية. ومع ذلك، وعلى الرغم من العدد المحدود لاستخدامات القوة التي لم نتمكن من التوصل إلى نتيجة لها، فقد تبين أن الإجراءات المتخذة كانت قانونية وفقًا لقواعد القانون الدولي".[8]

## الانتقادات
رفضت تركيا والرئيس الفلسطيني محمود عباس التحقيق الإسرائيلي وقالا إنه لن يفي بمطالب مجلس الأمن الدولي. ووصفت صحيفة هاآرتس التحقيق بأنه أشبه بـ "المهزلة" وانتقدت مصداقيته ونزاهته. وكرر الأمين العام للأمم المتحدة بان كي مون مطالبته بإجراء تحقيق مستقل، مشيرا إلى أن التحقيق الإسرائيلي لن يكون له مصداقية دولية.
ووصفت منظمة العفو الدولية اللجنة بأنها "تبرئة"، قائلة إنها "تعزز الرأي القائل بأن السلطات الإسرائيلية غير راغبة أو غير قادرة على تقديم المساءلة عن انتهاكات القانون الدولي التي ارتكبتها القوات الإسرائيلية". وقالت منظمة "مسلك" الإسرائيلية لحقوق الإنسان إنه "لا يمكن لأي لجنة تحقيق أن تجيز العقاب الجماعي للسكان المدنيين بتقييد حركتهم ووصولهم، كما فعلت إسرائيل في إغلاقها لغزة، التي كان الإغلاق البحري جزءًا لا يتجزأ منها".
كما انتقد رئيس اللجنة جاكوب توركل هيكل اللجنة وهدد بالاستقالة إذا لم يتم توسيع صلاحياتها. وقد طلب الاعتراف باللجنة باعتبارها لجنة تحقيق رسمية للدولة تتمتع بصلاحيات كاملة بموجب قانون لجان التحقيق، وأن يكون لها عضوان آخران، والسماح لها باستدعاء الشهود والوثائق، وتحذير أولئك الذين يدلون بشهاداتهم أمامها من أن نتائج اللجنة يمكن أن تضر لهم، وتوظيف خبراء خارجيين في المجالات ذات الصلة. في يوليو 2010، صوّت مجلس الوزراء الإسرائيلي على توسيع صلاحيات اللجنة لتشمل مذكرات استدعاء وتلقي شهادات تحت القسم ولكن بشرط ألا يتحدثوا مع أي جنود من الجيش الإسرائيلي.
قدمت محكمة العدل العليا في إسرائيل دعمًا قويًا للانتقاد الموجه إلى غياب النساء في اللجنة، عندما وجدت لمقدمي الالتماس، المنظمات غير الحكومية النسوية الإسرائيلية بقيادة إيتاك - ماكي: محاميات من أجل العدالة الاجتماعية. طعن مقدمو الالتماس في غياب النساء عن اللجنة، لا سيما بعد توسيعها من ثلاثة إلى خمسة أعضاء، عندما لم تعد تتألف من خبراء في القانون الدولي فقط، بل تضم دبلوماسيًا وخبيرًا في القانون المدني. وقضت المحكمة بأن حكومة إسرائيل، بعدم ترشيحها للنساء، قد انتهكت واجبها بموجب قانون المساواة في الحقوق للمرأة. تم تعديل القانون في عام 2005، بعد قرار مجلس الأمن التابع للأمم المتحدة رقم 1325. وفقًا لهذا التعديل، يقع على الحكومة واجب النظر في "التمثيل الواجب" للمرأة من جميع شرائح السكان في أي لجنة لصنع السياسات، بما في ذلك فرق السلام والأمن. رفضت ادعاءات الحكومة بأنه فات الأوان لإضافة أعضاء جدد إلى اللجنة لأن عملها متقدم للغاية، ولعدم وجود نساء مؤهلات، أصدرت المحكمة العليا مرسومًا يأمر الحكومة بإضافة امرأة واحدة على الأقل في لجنة المفوضية. وأضافت المحكمة أنه إذا اتصلت الحكومة بخمس نساء مؤهلات ورفضت جميعهن الدعوة للعمل في اللجنة، فإن الحكومة هذه المرة ستُعتبر قد أوفت بالتزامها القانوني بالنظر في تمثيل المرأة. بعد أسبوعين من صدور حكم المحكمة، أعلنت الحكومة أن خمس نساء رفضن العمل في اللجنة، وبالتالي فهي تعتبر نفسها ملتزمة بالقانون. وزير العدل يعقوب نئمان، بعد أن كذب على مجلس الوزراء بشأن أفعاله تجاه ترشيح النساء، أعرب علنًا عن رأيه بأن حكم المحكمة كان خطأ فادحًا.

## روابط خارجية
- الموقع الرسمي للجنة توركل (بالإنجليزية)
- تقرير لجنة توركل - الجزء الأول، يناير 2011 (بالإنجليزية)